# Nieradowo (powiat mławski)
Nieradowo – wieś w Polsce, położona w województwie mazowieckim, w powiecie mławskim, w gminie Szydłowo.